# Радянофільство
Радянофі́льство (також совєтофі́льство, іноді совітофі́льство) — у колах українців та представників інших народів поза СРСР — прорадянські орієнтації і симпатії, а також колаборація з владою СРСР. У зміст радянофільства вкладаються різні поняття й концепції, від ідеалістичного захоплення радянською владою до перетворення на радянську агентуру включно.

## Серед українців
До прихильників радянофільства в Україні ще перед остаточною більшовицькою окупацією можна зарахувати ті ліві кола українських есерів і есдеків, які готові були співпрацювати з російськими комуністами й думали творити незалежну «радянську Україну» в союзі з комуністичною Росією. 
У 1919—1921 роках із них оформилися незалежники, боротьбисти й Українська Комуністична Партія (укапісти).
В еміграції в 1920-х роках орієнтацію на союз із Радянською Росією і на «радянський Харків» проголосили у Відні, а також у Празі ліві есери під проводом Михайла Грушевського (журнал «Борітеся — поборете») та есдеки (зокрема Семен Вітик і його «Нова Громада»), а також Володимир Винниченко і видавана ним «Нова Доба». 
У Франції позиції совєтофільства відстоював Союз Українських Громадян у Франції, очолений Ільком Борщаком, і редаговані ним «Українські вісти». 
В екзильних колах ЗУНР (Євген Петрушевич, В. Панейко) так само виникла «орієнтація на Схід», зокрема після ухвали ради амбасадорів 1923 року про приєднання Галичини до Польщі; це, однак, було не суто радянофільство, а своєрідна «реальна політика».
Совєтофільство поширилося і в Галичині, головно як реакція проти колоніальної політики Польщі і частково як вияв симпатій до «української радянської держави». Зокрема сильно було поширене культурне совєтофільство, тобто бажання служити українській культурі і прагнення до національно-культурного становлення української нації, що для деяких груп здавалося можливим тільки в умовах УРСР. 
Цьому сприяв українізаційний курс в УРСР (О. Шумський, К. Максимович, М. Скрипник). 
Звідси також рішення частини галичан з часів перебування там УГА залишитися в Україні чи згодом виїхати туди. 
Співпраця деяких галицьких установ (НТШ, кооперація) з спорідненими закладами в Україні (наприклад, НТШ з ВУАН) не була політичною співпрацею з урядом. 
З українських партій в Західній Україні на платформі радянофільства стояла Українська Партія Праці (гол. М. Західний), яка тісно співпрацювала з Євгеном Петрушевичем, і комуністичні організації: КПЗУ і Сельроб. 
На позиціях радянофільства стояла і частина студентства з його централею ДОПС. Прорадянську орієнтацію підтримувало (іноді й фінансово) радянське консульство у Львові. 
Колективізація, голод і репресії проти української культури в 1930-х років в УРСР завдали відчутного удару по совєтофільству на західно-українських землях й еміграції.
У країнах постійного українського поселення США, Канаді й Аргентині радянофільство поширилося у формі так званого прогресистського руху. Його мотиви здебільшого такі самі, як і серед політичної еміграції у 1920-х років. 
Крім того, частина робітників підпала під вплив лівих прорадянських течій цих країн.
Радянські урядові кола скрізь стимулювали такий рух, зокрема після Другої світової війни. Існували прорадянські українські організації (у США — Ліґа Американських Українців, у Канаді — Товариство Український Робітничо-Ферлерський Дім, Товариство Об'єднаних Українських Канадців та ін.) і преса (у США — «Громадський Голос», згодом «Українські Щоденні Вісті», в Канаді — «Українське Життя», «Українське Слово» та ін.). 
З діячів в українському русі радянофільства за океаном слід згадати Володимира Левицького, Мирослава Січинського, М. Короля, П. Прокопчака та ін. 
Безпосередньо після війни серед частини української еміграції поширювали погляди радянофільства агенти СРСР, намовляючи до повернення на батьківщину (Аргентина й Франція). 
У 1950—1960-их роках прогресистський рух назагал зменшився, а подекуди й зовсім занепав, і дехто з колишніх прогресистів перейшли на антирадянофільські позиції (І. Коляска). 
Серед нової політичної еміграції лише окремі особи перейшли на радянофільство, але воно не набрало організованого характеру; у 1960-их роках радянська місія фінансувала журнал «За синім океаном» Юрія Косача; намагаються ширити пропаганду радянофільства присилана з УРСР газета «Вісті з України» та видаваний агентурно журнал «Нові Обрії» у Гамбурзі (Німеччина). 
Практикований частково у 1960-их роках культурний обмін УРСР з закордоном і туристичний рух ніяк не сприяли радянофільству серед емігрантів, навпаки, відкрили очі багатьом з-поміж давньої заробітчанської еміграції. 
Інший рід совєтофільства — це концепція пристосуванства й дефетизму, іноді прикривана політикою «реалізму» — не підкреслювати самостійницьких прагнень, навіть не підтримувати справи національного опору в Україні, бо на Сході Європи ситуація устабілізована і треба визнати сучасний стан і уклад сил, здобути довір'я Москви, і тоді вона змінить політику на користь України (місячник «Ми і світ» Миколи Колянківського, газета «Українське життя» Томи Лапичака).
У пізніший період існування СРСР поширенню політики радянофільства серед української еміграції заважала примусова русифікація, агресивний антиукраїнський курс Кремля, ліквідація українських національних церков, репресії проти інтелігенції і молоді, пропагована концепція «радянського народу». Проти радянофільства виразно виступали діячі українського руху опору на території України, українські дисиденти.